# گسل سلطانیه
گسل سلطانیه یک گسل فشاری با درازای حدود ۱۴۰ کیلومتر و راستای شمال‌غربی–جنوب‌شرقی است که از ۸ کیلومتری جنوب جنوب‌شرقی شهر سلطانیه در استان زنجان می‌گذرد. شیب این گسل به سمت جنوب‌غربی است و دیواره فرسوده گسل را می‌توان به روشنی در تمامی درازای آن دید. جنبش‌های فشاری گسل سلطانیه ممکن است در شکل‌گیری فرونشست ابهر–زنجان نقش داشته باشد. همچنین احتمال دارد زمین‌لرزه ۱۸۰۳ میلادی سلطانیه به سبب جنبش این گسل باشد.